# Суслово (Весьегонский район)
Суслово — деревня в Весьегонском муниципальном округе Тверской области.

## География
Деревня находится в северо-восточной части Тверской области на расстоянии приблизительно 17 км на юго-запад по прямой от районного центра города Весьегонск.

## История
Известна с 1627 года как вотчинная деревня Троице-Сергиева монастыря. В 1714 году деревня была передана только что основанной Александро-Невской Лавры, но в 1730 году вновь возвращена монахам. Дворов 19 (1859 год), 20 (1889), 26 (1931), 12 (1963), 1 (1993), 1 (2008),. До 2019 года входила в состав Ивановского сельского поселения до упразднения последнего.

## Население
Численность населения: 100 человек (1859 год), 111 (1889), 99 (1931), 29 (1963), 3 (1993), 7 (русские 100 %) в 2002 году, 1 в 2010.